# 여백사

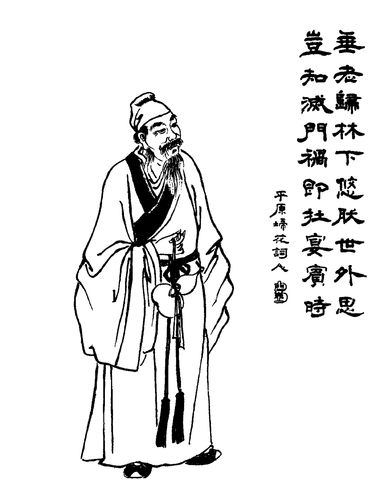
여백사

여백사(呂伯奢, 생몰년 미상)는 후한 말기의 인물이다. 삼국지연의의 여백사 사건의 주인공이다. 조조가 동탁 암살을 실패하고 달아나던 중 진궁과 자신의 아버지의 친구인 여백사의 집으로 간다. 여백사는 진심으로 맞이했지만 의심많은 조조는 칼가는 소리를 듣고 여백사의 일가족을 죽여버렸다. 이후 실수를 깨달은 조조는 서둘러 도망쳤고 그때 마을에서 술을 사오던 여백사와 마주치자 그도 죽인다. 진궁은 충격을 받고 조조를 떠난다.
조조가 여백사를 죽이는 것은 삼국지연의의 허구이고, 정사에서는 조조가 여백사에게 갔을 때 여백사는 집에 없었다고 한다.

## 같이 보기
- 조조(위 추증 황제)
- 진궁